# Zizaniopsis
Genre
Zizaniopsis est un genre de plantes monocotylédones de la famille des Poaceae, sous-famille des Oryzoideae,  originaire d'Amérique du Nord et du Sud, qui comprend cinq espèces.
Ce sont des plantes herbacées vivaces, rhizomateuses, de 100 à 350 cm de haut, aux inflorescence en panicules ouvertes.

## Liste d'espèces
Selon World Checklist of Selected Plant Families (WCSP) (1 février 2017) :
- Zizaniopsis bonariensis (Balansa & Poitr.) Speg. (1902)
- Zizaniopsis killipii Swallen (1948)
- Zizaniopsis microstachya (Nees) Döll & Asch. (1871)
- Zizaniopsis miliacea (Michx.) Döll & Asch. (1871)
- Zizaniopsis villanensis Quarín (1976)